# Erik Lærum
Erik Kristian Schive Lærum (født 5. august 1903 i Oslo, død 16. november 1985 på Frederiksberg) var en dansk nazist under Besættelsen af Danmark. Han var i 1940-41 medlem af DNSAP og fungerende landsungdomsfører i Danmarks Nationalsocialistiske Ungdom (NSU).

## Biografi
Lærum var født i Oslo i Norge af norske forældre. Familien rejste meget rundt i Skandinavien grundet farens arbejde, og han gik i skole i både Norge, Sverige og Danmark. I ungdommen boede han og familien i Danmark, og det blev derfor i Danmark, at han begyndte sin karriere, selv om han følte sig som en nordmand.
I 1924 tiltrådte Lærum i den danske hær for at aftjene sin værnepligt. Lærum ville gerne gøre karriere inden for hæren, og han avancerede hurtigt. Han begyndte i infanteriet, men skiftede som nyudnævnt sekondløjtnant til kystartilleriet i 1927.
I 1932 betød omrokeringerne og besparelserne i forsvaret, at kystartilleriet blev lagt ind under flåden. Lærum søgte til Hærens Flyvertropper. Ansøgningen blev godtaget, og han blev i 1936 kaptajn i Hærens Flyvertropper. I 1936 blev Lærum gift anden gang, og parret fik to børn.
I februar 1940 blev Lærum optaget på officersskolens generalstabskursus. Han nåede aldrig at gøre sin generalstabsuddannelse færdig.

## Tiden under Besættelsen
Besættelsen den 9. april 1940 blev et vendepunkt i Erik Lærums liv. I nogle år inden havde han været fascineret af nazismens militære resultater, og med besættelsen blev hans fascination ikke mindre. Som mange af sine officerskammerater var han dybt nedtrykt over den hurtige kapitulation. De demokratiske politikere havde i hans øjne forrådt Danmark, og den nazistiske besættelse var i hans øjne en nødvendig konsekvens af en forfejlet dansk forsvarspolitik. Han meldte sig derfor ind i nazistpartiet DNSAP i juni 1940.
Lærums tid i DNSAP var kort og turbulent. Hans temperament passede dårligt i det meget hierarkisk opbyggede nazistparti. Umiddelbart havde Lærum mange kvaliteter, som DNSAP kunne have brug for. Lærum var en højtuddannet officer, og han gjorde sig mange tanker om ungdommens opdragelse. Bl.a. skrev Lærum en artikel om ungdommens opdragelse i et militært tidsskrift. I artiklen skinner Lærums nazistiske overbevisning klart igennem.
Da lederen af DNSAP's ungdomsorganisation (NSU) C.F. von Schalburg i efteråret 1940 meldte sig til tjeneste i Waffen-SS, måtte partiet finde en midlertidig afløser. C.F. von Schalburg havde på ganske kort tid forandret NSU fra en partitro spejderorganisation til en militær og politisk forskole for Waffen-SS. Partiet behøvede en mand, som der kunne føre arbejdet videre med sammen entusiasme som Schalburg. Valget faldt på Erik Lærum.
Den 1. november 1940 blev Erik Lærum fungerende landsungdomsfører i Nationalsocialistisk Ungdom (NSU). Lærum gik til arbejdet med krum hals. Han rejste landet rundt og holdt mange taler for at promovere NSU og de nazistiske ideer. Efter at han blev landsungdomsfører i NSU, steg medlemstallet. Støtten og forholdet til den tyske besættelsesmagt var yderligere styrket.
Lærums popularitet blev efterhånden problematisk for partiet. Efter to måneder som ungdomsfører løsrev han NSU fra partiet og gjorde det selvstændigt under partiføreren. Medlemmerne skulle betale kontingent direkte til NSU. Lærum aftalte samtidig med besættelsesmagten, at dens tilskud til NSU nu skulle gå direkte til NSU og ikke via DNSAP først. DNSAP's fører, Frits Clausen, var ikke glad for situationen.
I sensommeren 1941 ragede Lærum også uklar med C.F. von Schalburg, der var i Waffen-SS. Lærums dage i DNSAP var talte, og den 6. september 1941 meldte han sig ud af partiet. Tre dage senere blev han officielt ekskluderet.
Efter bruddet med DNSAP meldte Lærum sig til tjeneste i det tyske Luftwaffe. Det var endnu ikke klar til at optage udenlandske soldater til aktiv tjeneste, og Lærums ansøgning blev afvist i efteråret 1941. I februar 1943 søgte han igen og denne gang gik hans ansøgning til Waffen-SS, der havde brug for en mand med Lærums kvaliteter, igennem. 
I Waffen-SS kom Lærum til artilleriet, og fra februar til august 1943 var han tilknyttet en artilleriskole i München. Siden kom han til Artilleriregiment 11 i 11. SS-Panzergrenadier-Division "Nordland", hvor hovedparten af de danske soldater endte. Senere kom Lærum til SS-Panzergrenadier-Regiment 24 "Danmark" som artilleriofficer.
Kun afbrudt af korte orlover var Lærum på Østfronten til marts 1945. Her blev han såret for fjerde gang og sendt på rekreationsophold i Danmark. Han ankom den 8. april 1945 med ordre om at melde sig til tjeneste igen den 3. maj 1945. Denne dag blev han dog sendt hjem igen. Krigen var slut, og de tyske styrker i Danmark kapitulerede to dage senere.

## Efter Befrielsen
Lærum blev arresteret på sin bopæl på befrielsesdagen den 5. maj 1945. Den 20. november 1945 blev han i Københavns Byret idømt fire års fængsel. I Østre Landsret blev dommen den 14. marts 1946 skærpet til otte års fængsel for igen den 6. maj 1947 at blive nedsat af Højesteret til de oprindelige fire år. Den 11. april 1948 blev Erik Lærum løsladt.
Efter løsladelsen udgav han på sit forlag Kultur og Politik egne og andres bøger med revisionistisk indhold.
Han døde i 1985.